# Черёмуха (Марий Эл)
 Черёмуха  — деревня в Килемарском районе Республики Марий Эл. Входит в состав Юксарского сельского поселения.

## География
Находится в западной части республики Марий Эл на расстоянии приблизительно 53 км по прямой на юг от районного центра посёлка Килемары.

## История
Образована как выселок в 1925 году переселенцами из деревни Ермучаш. В 1928 году в 8 хозяйствах проживали 37 человек, в 1938 году 19 дворов и 110. В 1948 году 29 хозяйств, в 1952 году — 19. В 1959 году проживали 105 человек. В советское время работали колхоз имени Пушкина и совхоз «Ардинский».

## Население
Население составляло 49 человек (мари 92 %) в 2002 году, 35 в 2010.